# Kansteinburg
Die Kansteinburg (auch Hindenburg auf dem Kanstein genannt) bei Langelsheim ist eine abgegangene Höhenburg aus karolingischer Zeit (8. bis 9. Jahrhundert) auf dem Kanstein rund 30 m über dem Flusstal der Innerste am Austritt aus dem Harz.
Die Burg auf dem Kanstein erscheint ungeachtet ihrer Größe nicht in den bekannten Schriftquellen. Über ihre historische Rolle können deshalb nur Vermutungen angestellt werden. Sie lag in unmittelbarer Nähe der Furt der Alten Straße bzw. des Königsweges (Hellweg zwischen Hildesheim und Werla) durch die Innerste sowie in der Nähe des Zusammentreffens mit dem Rennstieg bzw. Fastweges aus dem Harz. Die beiden bedeutsamen Verkehrswege trafen sich bei Langelsheim. Ihren Ursprung besaß die Burg sehr wahrscheinlich im Landesausbau des Densigaues unter Ludwig dem Frommen im zweiten Viertel des 9. Jahrhunderts. Angenommen wird auch eine spätere Funktion zur Sicherung der Herrschaft der Ottonen im Nordharzgebiet. Nach dem Tode Ottos III. dürfte sie mit der Verlegung der Pfalz Werla nach Goslar durch König Heinrich II. an Bedeutung verloren haben und schließlich aufgegeben worden sein. Als Ortsbezeichnung erschien die Hindenburg 1311. Das bei den Ausgrabungen geborgene Fundmaterial datiert die Nutzung der Burg zwischen die erste Hälfte des 9. Jahrhunderts und die Zeit unmittelbar nach dem Jahr 1000.
Große Teile der Anlagen sind durch den Kalksteinabbau in einem Steinbruch am Kanstein in der Zwischenzeit verschwunden.
Archäologisch nachgewiesen werden konnte eine schiefwinklige viereckige Hauptburg mit einer ca. 1,4 bis 1,6 m dicken und ca. 4 m hohe Ringmauer von 130 m (Ost-West) mal 150 m (Nord-Süd). Die Gesamtlänge belief sich auf ca. 450 m. Die Mauer wurde mit Sandsteinquadern errichtet. Davor befanden sich eine bis zu 4 m breite Berme und ein 5 m breiter und ca. 2,5 m tiefer Burggraben. Im Westen lag unmittelbar vor der Burgmauer der Steilhang zum Innerstetal hin.
Der Zugang zur Burg erfolgte durch zwei Kammertore. Das Tor im Nordosten ermöglichte den Zugang von der Hochebene und das im Südosten vom Innerstetal aus. Am Südost-Tor wurde die Burgmauer bogenförmig nach innen gezogen und dadurch eine Torgasse von ca. 6 m Länge und 4,5 m Breite gebildet, an deren Ende sich das eigentliche Tor befand.
Im Südwesten der Hauptburg wurde an ihrer höchsten Stelle ein Steingebäude von 19,3 × 10,4 m Größe freigelegt, das im Verbund mit der Burgmauer errichtet worden und durch einen eigenen Wall mit davor liegendem Spitzgraben geschützt war. Die Ausgrabungen erbrachten zudem einige wenige Hinweise auf weitere, an der Außenmauer ansetzende Gebäude.
Zudem bestand wohl eine Vorburg, die aber nur im Norden ca. 70 m vor der Hauptburg als Wall- und Grabenzug mit einer Länge von ca. 100 m ausgeführt wurde.
Um 1311 wird zu Füßen der Burg an der Innerste eine Schmelzhütte für Harzer Metalle erwähnt. Dort wurden vermutlich schon ab 1285 bis 1615 Kupfererze des Goslarer Rammelsberges verhüttet.
In der Burg wurden zwei streng stilisierte nur ca. drei Zentimeter große beinerne Kruzifixe vermutlich aus karolingischer Zeit gefunden, die sich heute im Stadtmuseum Goslar befinden. Außerdem stammen von dort die ältesten Schachfiguren Deutschlands. Ein Modell der Burganlage steht im Heimatmuseum der Stadt Langelsheim.